# Unai Núñez
Unai Núñez Gestoso (Sestao, 1997. január 30. –) spanyol válogatott labdarúgó, a Hellas Verona játékosa kölcsönben a Celta Vigo csapatától.

## Pályafutása

### Klubcsapatokban
Az Athletic Bilbao akadémiáján nevelkedett. 2016. június 7-én került fel a Bilbao Athletic csapatához. Egy évvel később José Ángel Ziganda felhívta az első keretbe. 2017. augusztus 20-án debütált a bajnokságban a Getafe CF csapata ellen. Október 30-án meghosszabbította a szerződését 2023-ig és 30 millió eurós kivásárlási záradékkal kiegészítve. 2018. március 31-én megszerezte első gólját a bajnokságban a Celta de Vigo ellen 1–1-re végződő mérkőzésen. 2020 novemberében 2025. június 30-ig meghosszabbította a szerződését a klubbal.
2022. július 16-án kölcsönbe került a Celta Vigo csapatához, további kölcsönbevételi opcióval. Ezzel az opcióval a 2023–2024-es szezonra vonatkozóan is élt a klub. 2024 márciusában szerződtették. Augusztus 28-án azonban kölcsönben visszatért az Athletic Bilbahoz a 2024–25-ös idényre. 2025. július 25-én kölcsönbe került vételi opcióval az olasz Hellas Veronához.

### A válogatottban
2017 augusztusában meghívást kapott a spanyol U21-es válogatottba és szeptember 1-jén be is mutatkozott az olasz U21-esek ellen. Tagja volt a győztes válogatottnak a 2019-es U21-es labdarúgó-Európa-bajnokságon. 2019. szeptember 8-án debütált a felnőtt válogatottban Sergio Ramos cseréjeként Feröer ellen.
2020 novemberében góllal mutatkozott be a nem hivatalos Baszk labdarúgó-válogatottban a Costa Rica elleni mérkőzésen.

## Statisztika

### Klub
2021. január 17-i állapotnak megfelelően.
| Klub            | Szezon   | Bajnokság          | Bajnokság | Bajnokság | Kupa  | Kupa  | UEFA  | UEFA  | Egyéb | Egyéb | Összesen | Összesen |
| Klub            | Szezon   | Osztály            | Mérk.     | Gólok     | Mérk. | Gólok | Mérk. | Gólok | Mérk. | Gólok | Mérk.    | Gólok    |
| --------------- | -------- | ------------------ | --------- | --------- | ----- | ----- | ----- | ----- | ----- | ----- | -------- | -------- |
| CD Baskonia     | 2015–16  | Tercera División   | 28        | 1         | –     | –     | –     | –     | –     | –     | 28       | 1        |
| Bilbao Athletic | 2016–17  | Segunda División B | 33        | 3         | –     | –     | –     | –     | –     | –     | 33       | 3        |
| Athletic Bilbao | 2017–18  | La Liga            | 33        | 1         | 0     | 0     | 3     | 0     | –     | –     | 36       | 1        |
| Athletic Bilbao | 2018–19  | La Liga            | 20        | 0         | 2     | 0     | –     | –     | –     | –     | 22       | 0        |
| Athletic Bilbao | 2019–20  | La Liga            | 20        | 0         | 6     | 0     | –     | –     | –     | –     | 26       | 0        |
| Athletic Bilbao | 2020–21  | La Liga            | 9         | 1         | 0     | 0     | –     | –     | 2     | 0     | 11       | 1        |
| Athletic Bilbao | Összesen | Összesen           | 74        | 2         | 8     | 0     | 3     | 0     | 2     | 0     | 87       | 2        |
| Összesen        | Összesen | Összesen           | 135       | 6         | 8     | 0     | 3     | 0     | 2     | 0     | 148      | 6        |

1. ↑  Európa-liga
2. ↑  Spanyol labdarúgó-szuperkupa, UEFA-szuperkupa, FIFA-klubvilágbajnokság

### Válogatott
2019. szeptember 8-i állapotnak megfelelően.
| Spanyolország | Spanyolország | Spanyolország |
| Év            | Mérk.         | Gólok         |
| ------------- | ------------- | ------------- |
| 2019          | 1             | 0             |
| Összesen      | 1             | 0             |

## Sikerei, díjai

### Klub
- Athletic Bilbao
  - Spanyol szuperkupa: 2020–21

### Válogatott
- Spanyolország U21
  - U21-es Európa-bajnokság: 2019